# Яванская танцовщица (скульптура)
Яванская танцовщица (нем. Javanische Tänzerin) — скульптура Георга Кольбе. Мастер работал над ней в 1920 году. Размеры скульптуры — 74 см в высоту, 32 см в ширину и 33,5 см в длину. Отлита в бронзе. Один из экземпляров хранится в Государственном музее изобразительных искусств имени А. С. Пушкина.

## Техника
Кольбе для создания «Яванской танцовщицы» использовал бронзу, однако не применял в своей работе патинирование. Его работа обладает однородной матовой поверхностью, напоминающей индонезийские скульптуры. Однообразный характер поверхности создает у зрителя ощущение, будто декоративные элементы скульптуры (выполненные в виде геометрических форм) «выступают» из самих объемов и являются их естественным продолжением.

## Танец
Танцовщица Кольбе застыла в мгновенном равновесии, вытянув вперед ладони — одна направлена вверх, другая вниз. Она соприкасается с бронзовым постаментом лишь пальцами одной ноги, в то время как вторая нога поджата, однако эта неустойчивая опора кажется неколебимой. Это движение, взятое в предельной выразительности, явно не относится к традиционным балетным «па». В основе сюжета скульптуры лежит характерный народный танец, обладающий особенностями неевропейских традиционных культур и, что важно отметить, чуждый классическому танцу. Кольбе объединяет экзотичный образ яванской исполнительницы и, (посредством позы и пластики движений) танцевальную технику модерн, которая возникла как реакция на классический балетный танец и являлась его противоположностью. На исполнение народного танца указывает традиционный костюм, характерные поза и положение отдельных частей тела. Выразительные особенности произведения указывают на то, что героиня скульптуры Кольбе исполняет яванский танец Tari Kraton. Это один из двух типов яванских танцев (второй — Tari Kawulo, танец простолюдинов, жителей городов и сел), связанный с яванской дворцовой культурой. В отличие от Tari Kawulo, энергичного танца, зачастую эротического характера, танцу Tari Kraton присущи замедленный темп, скованность движений и медитативность. Характеристики танца Tari Kraton в полной мере применимы к работе Кольбе.

## Модель
Моделью в работе Кольбе является непосредственно танцовщица. Поэтому она должна обсуждаться в связи с сюжетом. М. Дединкин в статье «Рисунки голубой тушью» (графика Г. Кольбе рубежа 1910—1920-х гг.) сообщает, что скульптор работал со многими известными актрисами и танцовщицами: Зити Сундари, Шарлотта Бара, Вера Скоронель, Ева Рехлин. По мнению М. Дединкина, ни один рисунок, из числа созданных в 1920—1921 годах, не удается соотнести с кем-либо из моделей. Это дает возможность предположить, что работа Кольбе с танцовщицами нашла свое воплощение в немногочисленных скульптурных произведениях, созданных в данный период, в том числе и в «Яванской танцовщице». Также вероятно, что реальным прототипом для данной композиции была яванская танцовщица Зити Сундари, работавшая с художником как раз в период, когда была создана «Яванская танцовщица».
Особенности воплощения образа яванской танцовщицы дают основание предполагать, что Кольбе в своей работе использовал восточные этнографические образцы. В Берлине, где Кольбе проживал на рубеже 1910—1920-х гг., есть два музея, экспонаты которых могли вдохновить скульптура на создание произведения. Во-первых, это Этнологический Музей, созданный в 1870-х гг. Большинство экспонатов из коллекции искусства Южной и Юго-Восточной Азии, (насчитывающей на сегодняшний день более 35.000 объектов), оказались в ведении музея в конце XIX — начале XX века. Во-вторых, это Музей искусства Азии. Коллекции музея включают произведения искусства различных культурных регионов Азии, в том числе искусства Явы. Музей начал свое самостоятельное существование на рубеже 1900-1910-х гг. Доступные Кольбе коллекции музеев могли повлияли на сюжет и изобразительные особенности скульптуры «Яванская танцовщица».

## Композиция
Вертикальная композиционная ось скульптуры проходит вдоль центра корпуса, а нешироко разведённые в стороны руки, согнутые в локтях и кистях, создают определенный баланс, образуя горизонтальную ось. Фронтальный обзор не позволяет увидеть все части композиции ввиду визуального наложения одних ее элементов на другие. Руки, вытянутые вперед под углом, сливаются с плечами, ноги полусогнуты, и только видно, что девушка опирается пальцами одной ноги на основание. Это указывает на закрытый характер композиции и необходимость кругового обзора для понимания особенностей позы танцовщицы. Вертикальная ось преобладает, и взгляд зрителя перемещается сверху вниз. Этому также способствуют особенности силуэта, состоящего из отдельных форм: полукружие рук сужается книзу (посредством диагоналей, образованных костюмом танцовщицы), в область пояса, и затем, немного расширяясь в области бедер, резко сужается в районе стопы, чтобы расшириться уже в области пьедестала. Такой контраст отдельных элементов создает ощущение легкости, воздушности и некоторой хрупкости. Геометрические элементы применяет Кольбе и в работе с деталями — это прямые, симметричные формы. Важно, что фактура деталей не нарушает фактуры всей скульптуры.
Сбоку заметно, что оси, вдоль которых помещены туловище и бедра, отклонены назад и образуют острый угол с резко подогнутой ногой. Центр тяжести расположен в области коленей, их сгиб создает ощущение падения, скорого соединения с плоскостью. Кольбе изображает мгновение, соотносимое с выхваченным из быстрого движения эпизодом. Фигура танцовщицы имеет единственную, весьма ненадежную, точку опоры — пальцы одной стопы.
Кольбе оперирует отдельными объемами для изображения элементов композиции. У зрителя появляется ощущение хрупкости фигуры: все элементы композиции подчинены гармонии, но напряжение между ними распределено неравномерно. Верхняя часть фигуры «раскладывается» на три составляющие: голова, руки и корпус. Голова соединяется с туловищем при помощи объема шеи и создает вытянутый вдоль вертикали силуэт. В месте соединения корпуса с руками Кольбе добавляет объем, выполненный как часть костюма танцовщицы. Его ниспадающий характер обозначает плавный переход от плеч танцовщицы к области ее пояса. Это необходимо, чтобы не нарушить общий рисунок силуэта фигуры — перемену закругляющихся форм. Однако приподнятые руки с акцентированными сочленениями определенно находятся в напряжении. Объемы, которыми скульптор декорирует туловище, стилизованы под элементы национального костюма. Этот ход также определяется идеей соединения частей скульптуры отдельными объемами, но не фактурой. Нижняя часть фигуры (бедра, голени и стопы) подчинена тем же принципам архитектоники, что и верхняя. Ноги здесь образуют единый объем, где располагается центр тяжести. Массивное платье нижним краем нависает над маленькой площадкой основания. Именно в точке опоры сосредоточено максимальное напряжение, удерживающее фигуру на месте.